# Czarna (województwo łódzkie)
Czarna – wieś w Polsce, położona w województwie łódzkim, w powiecie sieradzkim, w gminie Złoczew.
| SIMC    | Nazwa     | Rodzaj    |
| ------- | --------- | --------- |
| 0722331 | Galbierka | część wsi |

W latach 1975–1998 miejscowość administracyjnie należała do województwa sieradzkiego.